# Economia Târgu Mureșului
Municipiul Târgu Mureș a fost de-a lungul timpului un important centru comercial și industrial al Transilvaniei și al României. Situat într-una din cele mai bogate regiuni forestiere, având în apropiere pășuni și terenuri agricole întinse, beneficiind de resurse energetice importante, în special (gaz metan), de forță de muncă și tradiții meșteșugărești apreciabile, Târgu Mureșul a cunoscut o dezvoltare economică treptată, fapt care a stimulat și dezvoltarea demografică, culturală a orașului. Nu în ultimul rând poziția geografică, în centrul arcului Carpatic, a favorizat încă din cele mai vechi timpuri apariția bâlciurilor, orașul devenind un important centru de schimburi economice, acest aspect fiind reflectat chiar în numele orașului. În perioada interbelică în Târgu Mureș erau organizate 5 mari târguri, în 13 ianuarie, 6 aprilie, 19 iunie, 1 septembrie, 9 noiembrie.
Începând cu secolele XIV-XV în Târgu Mureș înfloresc breslele meșteșugărești, o dată cu acestea intensificându-se și mișcarea comercială. Activitatea breslelor s-a prelungit până la jumătatea secolului al XIX-lea, perioadă în care industrializarea înlocuiește treptat micile bresle. O parte din îndeletnicirile meșteșugărești s-au păstrat în producții contemporane, iar celaltă parte a suferit modificări semnificative datorită industrializării. Cel mai bun exemplu pentru acest caz este industria mobilei, care își are originea în vechiul meșteșul al tâmplăriei.
Deși manufacturi existau încă din secolul al XVIII-lea, industria de fabrică apare în secolul al XIX-lea.

## Perioada interbelică
În intervalul 1918-1944 industrializarea orașului cunoaște o dezvoltare semnificativă, mult mai puternică decât cea din unele orașe ale României, în special datorită folosirii gazului metan drept combustibil și materie primă pentru diverse activități industriale. Descoperit în anul 1907, a început să fie exploatat, pe teritoriul județșului Mureș, în anul 1913.
În 1930, conform registrului comercial, în Târgu Mureș erau înscrise 405 firme individuale comerciale și 61 industriale. Alături de acestea existau și 40 de societăți anonime (capital total subscris de peste 81 milioane lei), 12 sucursale de societăți anonime, 33 societăți în nume colectiv (capital total subscris de peste 25 milioane lei), 4 sucursale de societăți în comandită, 13 agenții de asigurare, 9 societăți bancare și 5 sucursale (capital total subscris de peste 66 milioane lei).
Conform unor statistici efectuate la nivelul anului 1935, prin vama Târgu Mureșului au trecut peste 4,2 milioane kg mărfuri exportate, în valoare de peste 12 milioane lei și peste 300 de mii kg mărfuri importate, în valoare de 37 milioane lei.
La nivelul anilor '30, în municipiul Târgu Mureș, cele mai importante activități industriale erau desfășurate de următoarele întreprinderi: o moară sistematică, o fabrică de unt și brânzeturi, una de bere, una de mezeluri, una de ciocolată și bomboane, una de zahăr, una de oțet, una de șireturi și dantele, o rafinărie de petrol, o fabrică de clei, una de oxigen, una de acid lactic, una de caseină, una de săpun, două de capete de sifoane, un atelier mecanic și turnătorie, două fabrici de pielărie, una de mobilă, una de bărci, una de butoaie, una de țiglă de teracotă, una de obiecte din argonit, una de oglinzi și una de păpuși. Cele mai mari întreprinderi, cu un capital social sau investit de peste 5 milioane lei, erau: Fabrica de bere Albert Burger, Fabrica de zahăr, Rafinăria de petrol din Târgu Mureș, Fabrica de clei „Mureșul”, Fabrica pentru prelucrarea de piei brute, Fabrica de mobilă Syekely și Rety.
În perioada interbelică, în piața financiar-bancară din Târgu Mureș, activau următoarele instituții: Banca Națională a României - prin sucursala sa din oraș, sucursala Băncii „Albina”, Banca de Scont, Banca Comercială și de Credit Ardeleană, Banca de Credit mărunt, Banca funcționarilor, Casa de Economie „Agrar”, Casa de păstrare pentru interes general, Casa de Economie, Banca Generală de Comerț, Banca Meseriașilor Români.
Economia municipiului poate fi apreciată și prin intermediul finanțelor publice, în acest sens sumele enunțate în prevederile bugetare ale municipalității, pentru anul 1936, sunt relevante.

## Perioada socialistă
Schimbărea regimului, după evenimentele din 23 august 1944, atrage după sine modificări în toate domeniile vieții din România. În plan economic au avut loc schimbări profunde, mai ales după naționalizarea din 11 iunie 1948, economia trecând pentru o lungă perioadă de timp de la o economia de piață la o economie centralizată. Economia, industria, comerțul au fost reorganizate pe baze socialiste. Noul regim a considerat de maximă importanță pentru România dezvoltarea sectorului industrial, în acest sens fiind întreprinse măsuri prin care vechile capacități industriale au fost sporite, concomitent cu dezvoltarea unor noi sectoare industriale.
Pe fostele amplasamente industriale din municipiul Târgu Mureș apar noi unități de lucru, modernizate, cu o capacitate superioară de producție. În această categorie pot fi incluse: Fabrica de mobilă, transformată și redenumită în Întreprinderea de Prelucrarea a Lemnului (IPL) „23 august”, Fabrica de produse lactate - dată în folosință în anul 1962, Fabrica de zahăr, Întreprinderea de morărit, panificație și paste făinoase (IMPPF).
În cadrul industriei alimentare apar noi subramuri precum aceea a conservelor - fiind înființată Întreprinderea pentru industrializarea legumelor și fructelor (IPILF), a cărnii - prin înființarea Întreprinderii de industrializare a cărnii (din aceasta făcând parte abatorul precum și alte secții de prelucrare).
În cadrul industriei textile apar noi fabrici precum Textila-Mureș, Întreprinderea Prodcomplex, Întreprinderea de confecții Mureșul - dezvoltată în 1973, păstrându-se și câteva unități cooperatiste precum Tricotex.
În industria preclucării lemnului pe lângă IPL 23 august, la momentul respectiv una din cele mai mari fabrici de mobilă din România, este construită o altă fabrică ILEFOR, cu același profil, producția de mobilă.
Bogatele zăcăminte de gaz mentan au permis dezvoltarea industriei chimice, fiind înființat în anul 1966, Combinatul de îngrășăminte chimice (cunoscut după 1990 ca Azomureș).
Întreprinderile Metalotehnica și Electromureș au apărut în 1965 și respectiv 1970.

## Perioada post-socialistă
Specializarea proponderent industrială a municipiului Târgu Mureș, din timpul regimului socialist, s-a diminuat treptat după evenimentele din 1989. Anii '90 în România, perioada de tranziție de la socialism la capitalism, au însemnat pentru municipiul Târgu Mureș, ca de altfel pentru multe din localitățile României, restrecturarea capacităților industriale concomitent cu trecerea economiei din sfera statului în sfera privată, economia municipiului având ca bază comerțul și serviciile.
După anul 2000 în municipiul Târgu Mureș existau peste 8500 de agenți economici privați și câțiva agenți economici cu capital majoritar sau integral de stat. Alături de agenții economici cu capital autohton, apar diverse firme cu capital străin, investițiile străine cunoscând o creștere semnificativă. Conform unor statistici oficiale, investițiile srăine în județul Mureș fiind cu aproximativ 7% mai mari decât nivelul mediu de investiții străine din România.
Din punct de vedere industrial, o parte din specificul municipiului din perioada socialistă a fost păstrat, 75% din industria orașului fiind reprezentată de industria constructoare de mașini, chimică, confecții, textilă, și cea de prelucrare a lemnului.